# Taillebourg (Charente-Maritime)
Taillebourg [tajˈbuːr] ist eine französische Gemeinde mit 782 Einwohnern (Stand 1. Januar 2022) im Département Charente-Maritime in der Region Nouvelle-Aquitaine; sie gehört zum Arrondissement Saint-Jean-d’Angély und zum Saint-Jean-d’Angély. Die Bewohner werden Taillebourgeois und Taillebourgeoises genannt.

## Geschichte

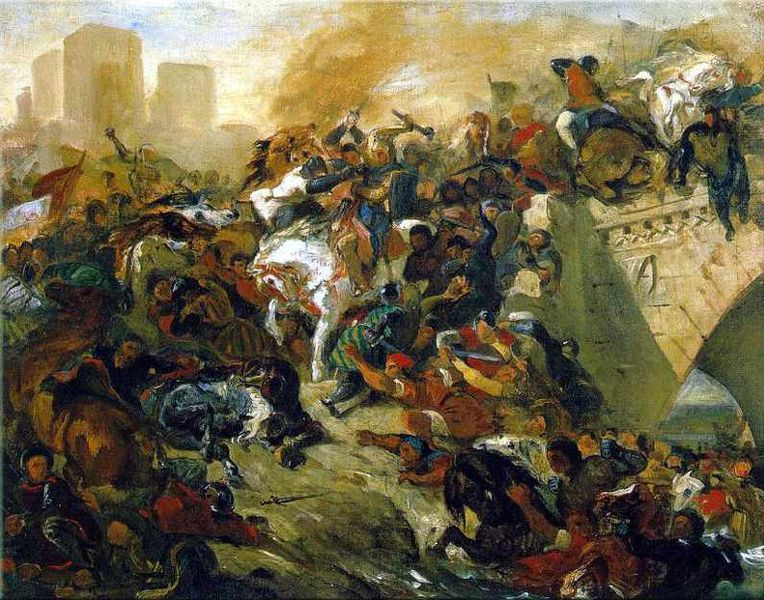
Gemälde von Eugène Delacroix über die Schlacht bei Taillebourg

In der Nähe der Ortschaft fand 1242 zwischen den Soldaten des Königs von Frankreich und des Königs von England die Schlacht bei Taillebourg statt, die mit einem Sieg des französischen Heeres endete.

## Bevölkerungsentwicklung
| Jahr      | 1962 | 1968 | 1975 | 1982 | 1990 | 1999 | 2007 | 2018 |
| Einwohner | 636  | 681  | 637  | 626  | 561  | 600  | 741  | 743  |

## Sehenswürdigkeiten

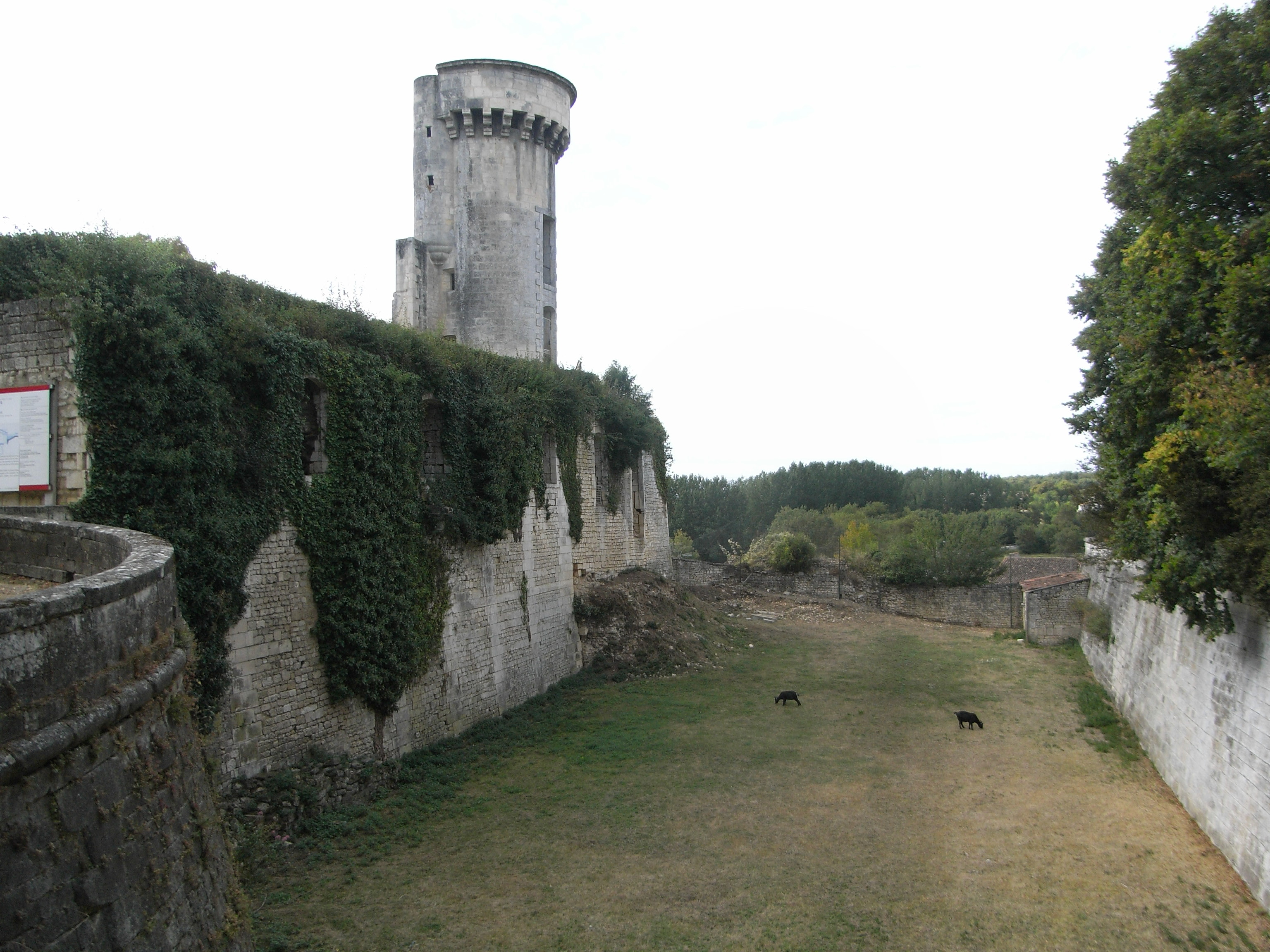
Turm des ehemaligen Schlosses

Siehe auch: Liste der Monuments historiques in Taillebourg (Charente-Maritime)
Das Schloss Taillebourg war während des 18. Jahrhunderts das wichtigste Schloss der Saintonge. Der dreiflügelige Bau in Form eines Us brannte 1822 während eines Feuers ab und ist heute nur noch eine Ruine.